# Omar Arellano (ur. 1987)
Omar Arellano Riverón (ur. 18 czerwca 1987 w Guadalajarze) – meksykański piłkarz występujący na pozycji prawego skrzydłowego, obecnie zawodnik Universidadu de Guadalajara. Jego ojciec Omar Arellano i dziadek Raúl Arellano również byli piłkarzami.

## Kariera klubowa
Arellano pochodzi z Guadalajary i piłkarskie treningi rozpoczynał w akademii juniorskiej klubu Chivas de Guadalajara, z którym związani byli zarówno jego ojciec Omar, jak i dziadek Raúl. Później przeniósł się jednak do zespołu CF Pachuca, którego zawodnikiem został wówczas senior rodziny. Do pierwszej drużyny został włączony jako siedemnastolatek przez szkoleniowca Rubéna Omara Romano i w meksykańskiej Primera División zadebiutował 24 października 2004 w zremisowanym 1:1 spotkaniu z Américą. Premierowego gola w lidze strzelił 9 kwietnia 2006 w wygranej 4:1 konfrontacji z Necaxą. W tym samym, wiosennym sezonie Clausura 2006 zdobył z Pachucą mistrzostwo Meksyku, a w tym samym roku zajął również drugie miejsce w superpucharze kraju – Campeón de Campeones i triumfował w południowoamerykańskich rozgrywkach Copa Sudamericana. Podczas rozgrywek Clausura 2007 po raz drugi wywalczył tytuł mistrza Meksyku, a w tym samym roku zdobył także Puchar Mistrzów CONCACAF i zajął drugie miejsce w superpucharze Ameryki Południowej – Recopa Sudamericana. Przez cały pobyt w Pachuce pełnił jednak rolę głębokiego rezerwowego ekipy Enrique Mezy, sporadycznie pojawiając się na boiskach.
Latem 2007 Arellano został wypożyczony do swojego macierzystego Chivas de Guadalajara. Tam szybko został jednym z podstawowych zawodników zespołu, otrzymując pierwsze powołania do reprezentacji i już po roku dołączył do klubu na zasadzie transferu definitywnego. W 2009 roku triumfował z Chivas w rozgrywkach kwalifikacyjnych do Copa Libertadores – InterLidze, natomiast w 2010 roku – wciąż mając pewne miejsce w formacji ofensywnej – dotarł ze swoją drużyną do finału najbardziej prestiżowych rozgrywek Ameryki Południowej – Copa Libertadores. Ogółem w barwach Chivas spędził niemal sześć lat, niemal zawsze pełniąc rolę podstawowego skrzydłowego ekipy, lecz liczne kontuzje nie pozwoliły mu w całości rozwinąć swojego potencjału.
W styczniu 2013 Arellano przeszedł do zespołu CF Monterrey, w ramach rozliczenia za transfer Sergio Péreza. W tym samym roku jako podstawowy zawodnik po raz drugi w karierze wygrał Ligę Mistrzów CONCACAF, lecz bezpośrednio po tym stracił pewne miejsce w wyjściowym składzie. W grudniu 2013 wziął udział w Klubowych Mistrzostwach Świata, gdzie jego drużyna zajęła piąte miejsce, a on sam wobec słabej formy pojawiał się na ligowych boiskach wyłącznie jako rezerwowy zawodnik. Po upływie dwóch i pół roku udał się na wypożyczenie do ekipy Deportivo Toluca, gdzie również nie potrafił sobie wywalczyć pozycji w pierwszej jedenastce, wobec czego już po roku – również na zasadzie wypożyczenia – przeniósł się do drugoligowego Universidadu de Guadalajara.
| Sezon     | Klub                       | Kraj   | Rozgrywki  | Mecze | Bramki |
| --------- | -------------------------- | ------ | ---------- | ----- | ------ |
| 2004/2005 | CF Pachuca                 | Meksyk | Liga MX    | 1     | 0      |
| 2005/2006 | CF Pachuca                 | Meksyk | Liga MX    | 8     | 1      |
| 2006/2007 | CF Pachuca                 | Meksyk | Liga MX    | 10    | 2      |
| 2007/2008 | Chivas de Guadalajara      | Meksyk | Liga MX    | 23    | 1      |
| 2008/2009 | Chivas de Guadalajara      | Meksyk | Liga MX    | 21    | 5      |
| 2009/2010 | Chivas de Guadalajara      | Meksyk | Liga MX    | 25    | 2      |
| 2010/2011 | Chivas de Guadalajara      | Meksyk | Liga MX    | 36    | 4      |
| 2011/2012 | Chivas de Guadalajara      | Meksyk | Liga MX    | 29    | 6      |
| 2012/2013 | Chivas de Guadalajara      | Meksyk | Liga MX    | 11    | 0      |
| 2012/2013 | CF Monterrey               | Meksyk | Liga MX    | 18    | 1      |
| 2013/2014 | CF Monterrey               | Meksyk | Liga MX    | 23    | 1      |
| 2014/2015 | CF Monterrey               | Meksyk | Liga MX    | 16    | 1      |
| 2015/2016 | Deportivo Toluca           | Meksyk | Liga MX    | 18    | 3      |
| 2016/2017 | Universidad de Guadalajara | Meksyk | Ascenso MX |       |        |

## Kariera reprezentacyjna
W 2006 roku Arellano został powołany przez szkoleniowca Jesúsa Ramíreza do reprezentacji Meksyku U-23 na Igrzyska Ameryki Środkowej i Karaibów w Cartagenie. Na kolumbijskich boiskach był jednym z ważniejszych zawodników swojej drużyny i rozegrał wszystkie trzy możliwe spotkania (z czego jedno w wyjściowym składzie), zaś jego kadra odpadła wówczas z męskiego turnieju piłkarskiego w ćwierćfinale, ulegając w nim Hondurasowi (1:3).
W seniorskiej reprezentacji Meksyku Arellano zadebiutował za kadencji selekcjonera Hugo Sáncheza, 17 października 2007 w przegranym 2:3 meczu towarzyskim z Gwatemalą. Premierowego gola w kadrze narodowej strzelił za to 24 czerwca 2009 w wygranym 4:0 sparingu z Wenezuelą. W późniejszym czasie wziął udział w udanych ostatecznie dla jego drużyny eliminacjach do Mistrzostw Świata 2010, podczas których zanotował jednak tylko dwa występy (na osiemnaście możliwych) i nie znalazł się w kadrze na mundial.